# West-Baltische talen
De West-Baltische talen is een deelgroep van de Baltische talen. Alle West-Baltische talen zijn uitgestorven. Talen behorende tot deze deelgroep zijn:
- Oudkoers (Niet te verwarren met het bijna uitgestorven Oost-Baltische Nieuwkoers)
- Galindisch
- Oudpruisisch
- Sudovisch ofwel Jatvingisch